# Liste der Biografien/Holu
Liste der Biografien |
Portal Biografien |
Personensuche
# |
A |
B |
C |
D |
E |
F |
G |
H |
I |
J |
K |
L |
M |
N |
O |
P |
Q |
R |
S |
T |
U |
V |
W |
X |
Y |
Z |
?
 
Ha |
Hd |
He |
Hi |
Hj |
Hk |
Hl |
Hm |
Hn |
Ho |
Hr |
Hs |
Ht |
Hu |
Hv |
Hw |
Hy
 
Hoa |
Hob |
Hoc |
Hod |
Hoe |
Hof |
Hog–Hok |
Hol |
Hom |
Hon |
Hoo |
Hop |
Hoq |
Hor |
Hos |
Hot |
Hou |
Hov |
How |
Hox |
Hoy |
Hoz
 
Hola |
Holb |
Holc |
Hold |
Hole |
Holf |
Holg |
Holi |
Holj |
Holk |
Holl |
Holm |
Holn |
Holo |
Holp |
Holr |
Hols |
Holt |
Holu |
Holv |
Holw |
Holy |
Holz
Die Liste der Biografien führt alle Personen auf, die in der deutschsprachigen Wikipedia einen Artikel haben. Dieses ist eine Teilliste mit 44 Einträgen von Personen, deren Namen mit den Buchstaben „Holu“ beginnt.

## Holu

### Holub
- Holub, Achim (* 1966), österreichischer Dirigent
- Holub, Benedikt (* 2000), tschechischer Skispringer
- Holub, Emil (1847–1902), böhmisch-österreichischer Afrikaforscher
- Holub, Georg (1861–1919), österreichischer Maler
- Holub, Josef (1870–1957), tschechischer Landschaftsmaler
- Holub, Josef (1890–1965), österreichischer Schauspieler
- Holub, Josef (1926–2010), deutschsprachiger Kinder- und Jugendbuchautor
- Holub, Josef (1930–1999), tschechischer Botaniker
- Holub, Juryj (* 1996), belarussischer Parasportler
- Holub, Karl (1830–1903), österreichischer Waffentechniker
- Hołub, Krzysztof (* 2000), polnischer Hürdenläufer
- Holub, Lukas (* 2002), österreichischer American-Football-Spieler
- Holub, Manfred (* 1957), österreichischer Popsänger
- Holub, Miroslav (1923–1998), tschechischer Schriftsteller, Naturwissenschaftler, Arzt
- Holub, Olena (* 1951), ukrainische Malerin, Autorin und Kunstkritikerin
- Holub, Oscar (1951–2023), österreichischer Künstler
- Holub, Otto (1928–1977), deutscher Regisseur und Drehbuchautor
- Holub, Rolf (* 1956), österreichischer Künstler, Kabarettist und ehemaliger Politiker (Die Grünen)
- Holub, Tomáš (* 1967), tschechischer Geistlicher, römisch-katholischer Bischof von Pilsen
- Hołub-Kowalik, Małgorzata (* 1992), polnische Sprinterin
- Holubar, Karl (1936–2013), österreichischer Dermatologe und Medizinhistoriker
- Holubars, Charlotte (1883–1944), römisch-katholisches Mitglied der Schönstätter Marienschwestern und Opfer des Nationalsozialismus
- Holubcová, Kateřina (* 1976), tschechische Biathletin
- Holubec, Jiří (* 1966), tschechoslowakisch-tschechischer Biathlet
- Holubec, Tomáš (* 1976), tschechischer Biathlet
- Holubeck, Horst (1947–2020), deutscher Fußballtorhüter
- Holubek, Reinhard (1931–2016), deutscher Diplomat
- Holubetz, Robert (* 1880), österreichischer Designer des Wiener Jugendstils
- Holubitschka, Hans-Jörg (1960–2016), deutscher Maler
- Holubjew, Mychajlo (1947–2005), sowjetisch-US-amerikanischer Herpetologe
- Holubnytschyj, Wolodymyr (1936–2021), sowjetischer Geher
- Holubová, Adéla (* 2002), tschechische Radrennfahrerin
- Holubová, Adéla (* 2007), tschechische Mittelstreckenläuferin
- Holubová, Eva (* 1959), tschechische Schauspielerin
- Holubowytsch, Sydir (1873–1938), ukrainischer Politiker
- Holubowytsch, Wsewolod (1885–1939), ukrainischer Politiker
- Holubyzkyj, Serhij (* 1969), ukrainischer Fechter und Fechttrainer

### Holuj
- Hołuj, Tadeusz (1916–1985), polnischer Schriftsteller und Auschwitz-Überlebender

### Holum
- Holum, Dianne (* 1951), US-amerikanische Eisschnellläuferin

### Holun
- Holund, Hans Christer (* 1989), norwegischer SkilangläuferHans Christer Holund (* 1989)

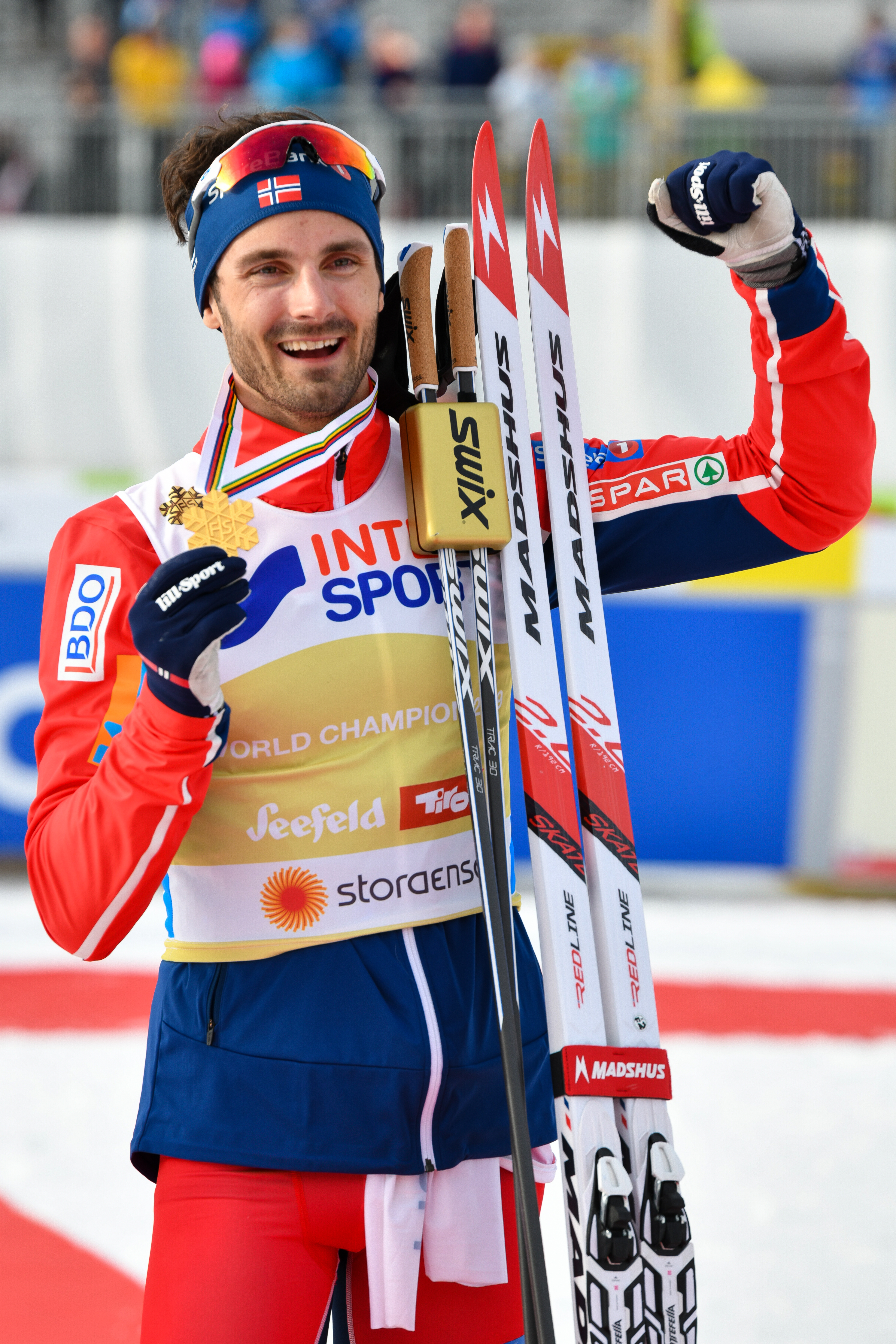
Hans Christer Holund (* 1989)

### Holup
- Holup, Gerhard (1928–2012), deutscher Autorennfahrer

### Holus
- Holuša, Jakub (* 1988), tschechischer Leichtathlet
- Holusek, Friedel, deutsche Tischtennisspielerin
- Holusek, Leopold (1924–1993), deutscher Tischtennisspieler